# جنرال الکتریک سی‌اف۶
جنرال الکتریک سی‌اف۶ (به انگلیسی: General Electric CF6) یک موتور هواگرد ساختِ کارخانهٔ جی‌ئی اوییشن در کشور ایالات متحده آمریکا است.